# Keffelke

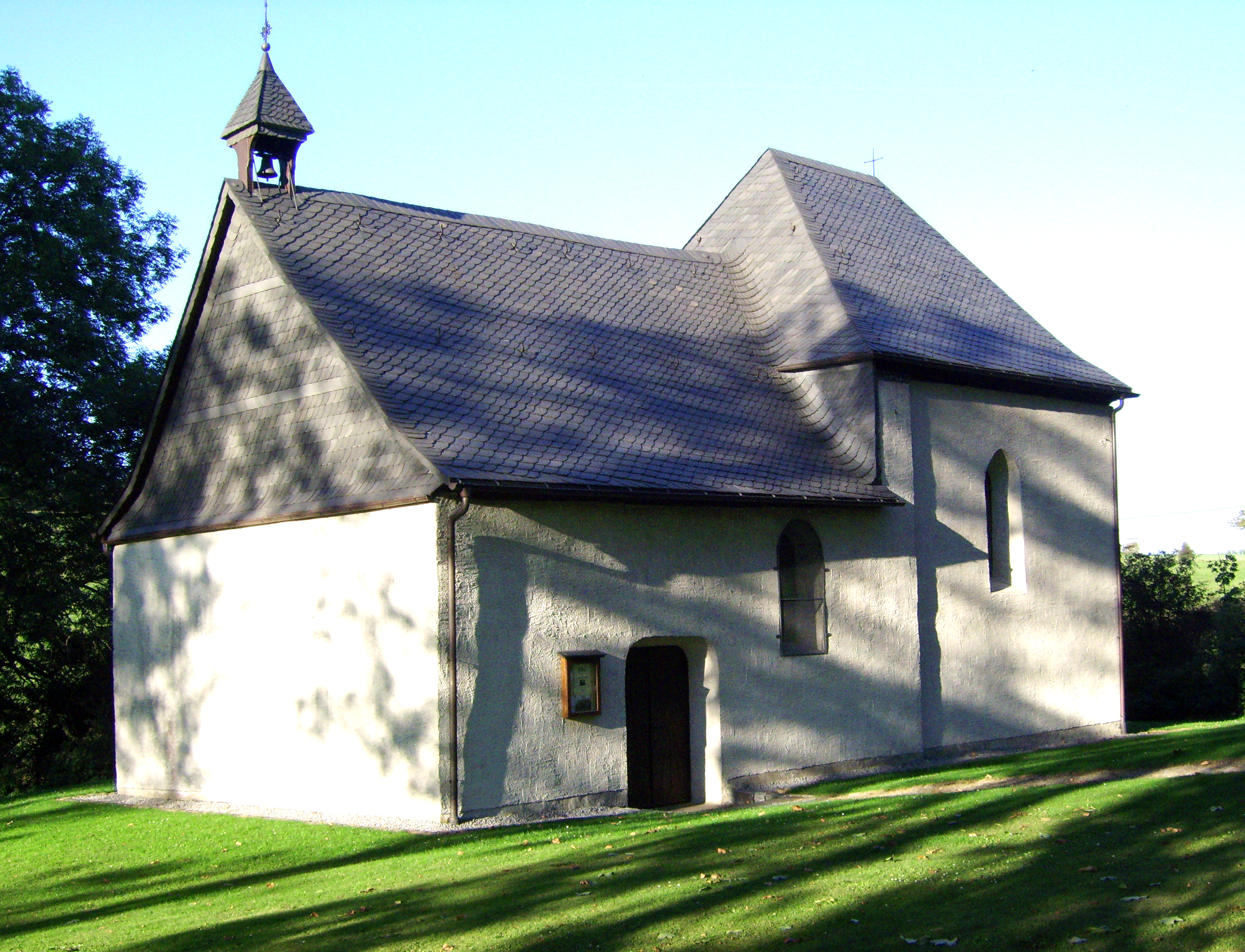
Keffelker Kapelle

Keffelke ist ein wüst gefallener Ort bei Brilon, der 1113 erstmals erwähnt wurde. Der Ort wurde urkundlich auch als Caphlicum und Kefflike erwähnt. Keffelke bestand aus zehn Bauernhöfen. Zeitweise gehörte er zum Assinghauser Grund. Der Überrest ist die Keffelker Kapelle, der  einzelne Hof daneben wurde nach dem Zweiten Weltkrieg gebaut.

## Geschichte
Der Ort steht in der östlichen Feldflur Brilons, etwa vier Kilometer vom Ortskern entfernt. Im Mittelalter verlief hier ein bedeutender Fernhandelsweg, der von Bigge über den Borberg an Hilbringhausen und Keffelke vorbei nach Marsberg führte. Der Name des Ortes wurde von einem Bach, der in der Nähe entspringt und kurz darauf in einer Bachschwinde im Massenkalk versickert, abgeleitet. Er bedeutet Keffelke, der Ort an einem langsam fließenden Gewässer, das in einer Mulde verschwindet. Während seiner Blütezeit bestand das Dorf aus mindestens elf Höfen, die Existenz ist urkundlich belegt. Sie waren von freien und unfreien oder halbfreien Bauern bewohnt.
Der Ort ist wie viele andere Orte im späten Mittelalter dem großen Wüstungsprozess zum Opfer gefallen. Es handelte sich dabei wohl um einen allmählichen Vorgang. Dieser setzte um 1300 ein. In der Zeit zwischen 1400 und 1500 werden noch einzelne Höfe erwähnt. Der letzte Hof scheint zur Zeit des Dreißigjährigen Krieges untergegangen zu sein. Über die Gründe für das Verlassen des Ortes gibt es unterschiedliche Theorien. Genannt wurde etwa die Anziehungskraft der Stadt Brilon. Der These einer geplanten Zusammenlegung mehrerer Dörfer mit der Stadt Brilon hat aber bereits Albert K. Hömberg widersprochen. Ein möglicher Grund könnte mit dem Bergbau auf Blei zu tun haben. Keffelke, das mitten im Abbaugebiet lag, könnte nach Wilfried Reininghaus von erheblichen Umweltschäden betroffen gewesen sein. Ein Hof blieb zunächst bestehen und wurde von Mercator 1572 in einer Karte als Keffelich hoff verzeichnet. Er taucht auch im Schatzungsregister des Herzogtums Westfalen aus dem Jahr 1565 noch auf.
Die Gemarkung des Dorfes Keffelke war recht groß, sie reichte weit nach Süden bis zum Hohen Eimberg bei Willingen. In einem Vertrag zwischen der Grafschaft Waldeck und der Stadt Brilon wurde vereinbart, dass die Einwohner von Keffelke sich in Brilon ansiedeln durften. Es gab nachweislich einen Geistlichen im Dorf, der im Briloner Klerus unterkam. Er war traditionsgemäß auch in der Nachfolge Vikar, trug aber den besonderen Titel Kaplan.